# 1734 год в науке
В 1734 году произошли различные научные и технологические события, некоторые из которых представлены ниже.

## События
- Английский философ Джордж Беркли опубликовал трактат «Аналитик»[1].
- Французский учёный Шарль Франсуа Дюфе показал, что существуют два вида электричества: положительное и отрицательное (сам он использовал термины «стеклянное» и «смоляное»). Дюфе также впервые высказал и аргументировал предположения об электрической природе грома и молнии и о том, что электричество играет скрытую, но значительную роль во многих физических процессах[2].

## Награды
- Медаль Копли: Джон Теофил Дезагюлье, активный сторонник и пропагандист научных, философских и политических идей Исаака Ньютона.

## Родились
- 18 апреля — Эльза Бунге, шведская ботаник.
- 23 мая — Франц Месмер, немецкий врач и целитель, создатель учения о «животном магнетизме» — месмеризма.

## Скончались
- 25 апреля —  Иоганн Конрад Диппель, немецкий алхимик.